# Andizjan

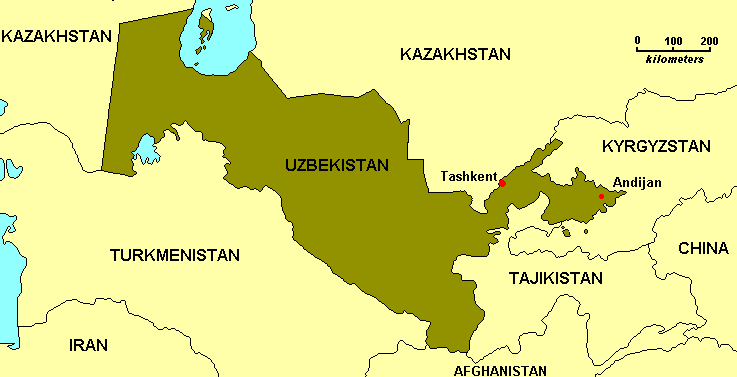
Andizjan är huvudstad i provinsen Andizjan, en av tre uzbekiska provinser i Ferganadalen

Andizjan (även Andizjon eller Andijon som är den nya uzbekiska stavningen) är en stad i Ferganadalen i östra Uzbekistan med 350 300 invånare (2008). Staden är huvudort i provinsen med samma namn (Andijon viloyati på uzbekiska) som är Uzbekistans mest tätbefolkade provins. 
Staden var känd som Andugan på 900-talet. Den förstördes av mongolerna, men i slutet av 1200-talet började en ny storhetstid med en sonson till Djingis khan, Kaydu khan, som gjorde Andizjan till huvudstad i kungariket Fergana, en position som staden behöll i trehundra år. Andizjan var centrum för en livaktig och lönande handel med Kashgar. 1483 föddes stadens store son, Zahiriddin Muhammad Babur som dock snart tvingades lämna staden. Tillväxten av khanatet i Kokand ledde till att Andizjans betydelse minskade. Ryssarna under general Michail Skobeljev erövrade staden 1876 efter hårt motstånd. Staden var 1898 centrum för en revolt ledd av en ishan av naqshbandiorden, Madali. Upproret slogs brutalt ned av ryssarna efter tre dagars hårda strider. År 1899 nådde järnvägen staden och en förryskningsprocess inleddes. 1902 drabbades Andizjan av en svår jordbävning där minst 4500 människor dog och stora delar av den gamla staden förstördes. 
Andizjan är idag centrum för Uzbekistans oljeindustri och 75% av den konstbevattnade arealen i provinsen utgörs av bomullsodlingar. Den koreanska biltillverkaren Daewoos lokalisering av sin bilfabrik till Andizjan var ett viktigt tillskott till stadens och regionens näringsliv. 
Andizjan uppmärksammades i maj 2005 i och med militärens massaker den 13 maj på många hundra demonstranter som protesterade mot presidenten Islam Karimovs regim.